# I colori dell'anima - The Colors Within
I colori dell'anima - The Colors Within (きみの色?, Kimi no Iro) è un film d'animazione del 2024 diretto da Naoko Yamada.

## Trama
Totsuko è una studentessa al collegio cattolico di Nagasaki, nata con la capacità di poter vedere i colori delle persone. Durante una partita di palla avvelenata, nota il colore di una sua compagna, Kimi: quest'ultima abbandonerà il collegio, con l'obiettivo di imparare a suonare la chitarra e iniziando un lavoro all'interno di negozio di libri usati. Fortemente affascinata dal suo colore e non trovandola più a scuola, Totsuko inizia a cercarla in giro per la città. Quando la trova al negozio, incontra Rui, un suonatore di theremin. Fingendo di saper suonare il pianoforte, Totsuko propone ai due ragazzi di formare una band: il trio inizia così a stringere una forte amicizia, a scrivere canzoni assieme e a confidarsi riguardo ai propri pensieri e problemi.

## Produzione
(Naoko Yamada)
Durante un'intervista per Anime News Network a novembre 2022, Naoko Yamada ha affermato di star lavorando ad un progetto con lo studio Science Saru: il titolo (きみの色?, Kimi no Iro) è stato rivelato il mese successivo, così come Kensuke Ushio per le musiche e Reiko Yoshida per la sceneggiatura.

## Distribuzione
Inizialmente prevista nelle sale giapponesi per il quarto trimestre del 2023, ad agosto dello stesso anno la distribuzione del film è stata posticipata al 2024 da Toho. I colori dell'anima è uscito in Giappone il 30 agosto 2024. Nelle sale italiane, il film è stato distribuito da Anime Factory per una durata di tre giorni, dal 24 al 26 febbraio 2025.

## Accoglienza

### Critica
Secondo l'aggregatore di recensioni Rotten Tomatoes, il film ha ottenuto un indice di apprezzamento del 93% e un voto di 7,60 su 10 sulla base di 43 recensioni. Il consenso critico del sito recita: «esuberante sia nella sua palette che nel suono, The Colors Within riunisce la band per consegnare una celebrazione caleidoscopica della connessione umana». Su Metacritic, il film ha ottenuto un voto di 76 su 100 sulla base di 17 recensioni.